# Bataille d'Amchidé
Ne doit pas être confondu avec Bataille d'Amchidé et Limani.
Insurrection de Boko Haram
La bataille d'Amchidé a lieu le 17 décembre 2014 pendant l'insurrection de Boko Haram.

## Déroulement
Le 17 décembre 2014, vers 10h20, la zone d'Amchidé, située face à la frontière nigériane et défendue par un camp militaire, subit une nouvelle attaque des forces de Boko Haram venue de Banki, une ville du Nigeria alors tenue par les islamistes.
Les affrontements commencent lorsqu'une colonne constituée d'un camion du génie-militaire et de quatre pick-up du BIR (Bataillon d'intervention rapide) est pris dans une embuscade déclenchée par un engin explosif improvisé.
Au même moment, plusieurs centaines de djihadistes se portent sur le camp militaire. Au total, les assaillants sont estimés à environ un millier d'hommes par les Camerounais.
L'affrontement dure entre une et deux heures, mais les islamistes sont finalement repoussés.

## Les pertes
Selon le ministère camerounais de la Défense, 116 morts sont recensés en territoire camerounais, sans compter « des dégâts non déterminés en territoire nigérian », dus à des tirs d'artillerie. Du côté de l'armée camerounaise, un soldat est mort et un officier est porté disparu, de plus un pick-up et un camion de transport de troupes ont été détruits et un camion du génie-militaire emporté par les djihadistes,. Selon le journal camerounais L’Œil du Sahel, le soldat porté disparu s'avère avoir été tué et six autres militaires ont été blessés.